# Toyota Corolla E210
La Toyota Corolla E210 è la dodicesima generazione della Toyota Corolla, un'autovettura prodotta dalla casa automobilistica giapponese Toyota dal giugno 2018. Sul mercato europeo viene venduta dal 2019 e ha sostituito anche il modello Toyota Auris.

## Caratteristiche

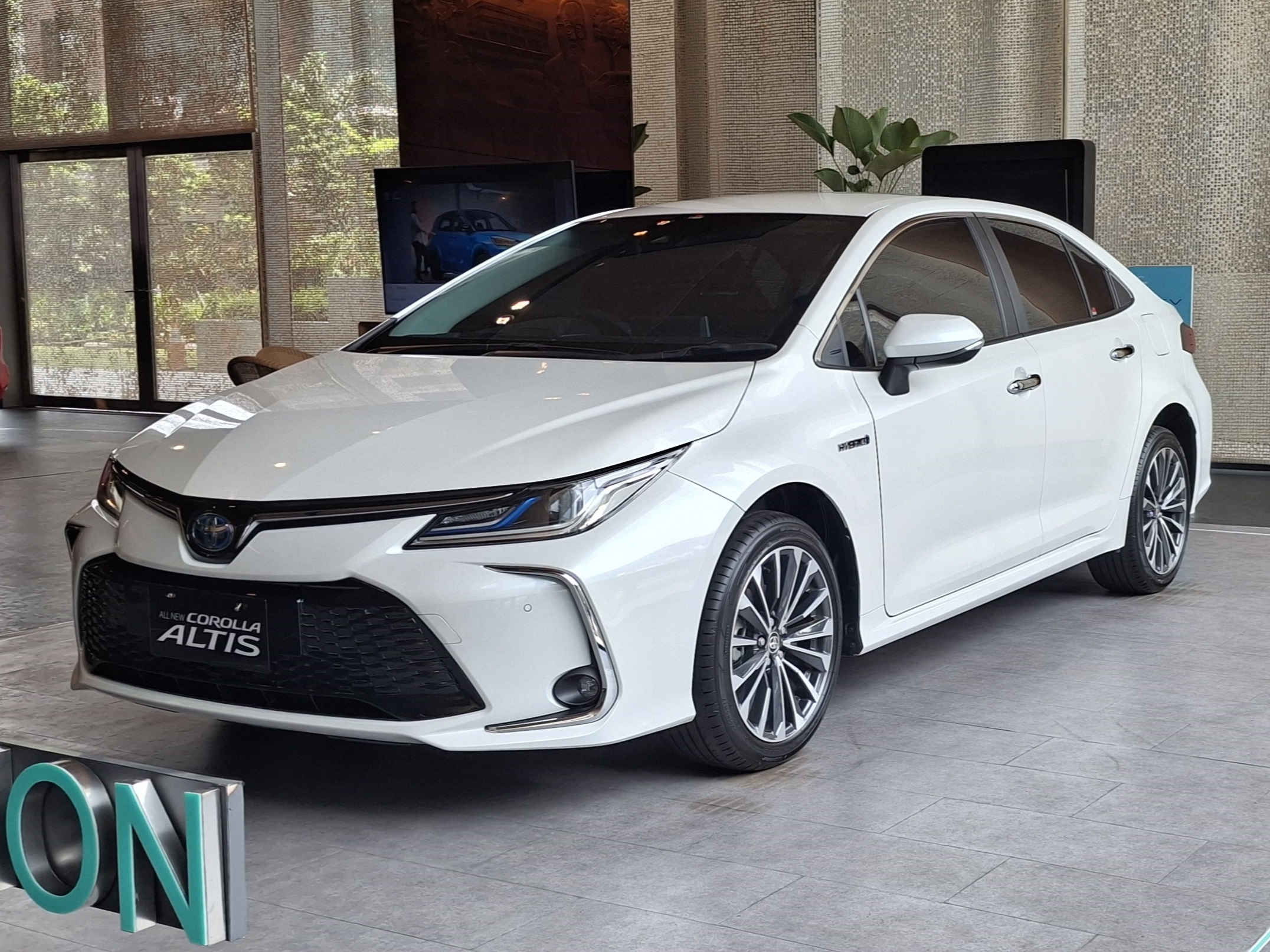
Corolla Altis berlina versione sud-est Asia

Questa generazione della vettura è costruita sul nuovo pianale TNGA nella versione GA-C destinata a tutte le compatte del marchio giapponese di segmento C, e segna il ritorno del nome Corolla in Europa, dove sostituisce la Auris dopo 12 anni di mancanza dai listini, oltre a sostituire, nelle altre parti del mondo, la Corolla E170.

## Versione europea
La Corolla europea venne presentata in versione di pre-produzione al Salone dell’automobile di Ginevra del 2018 con il nome di Auris Hybrid, ma successivamente la casa madre decise di abbandonare il nome Auris a favore della denominazione Corolla già adottata globalmente.
Le versioni berlina tre volumi e familiare (denominata Corolla Touring Sports) vennero successivamente presentate al Salone dell'automobile di Parigi del 2018.

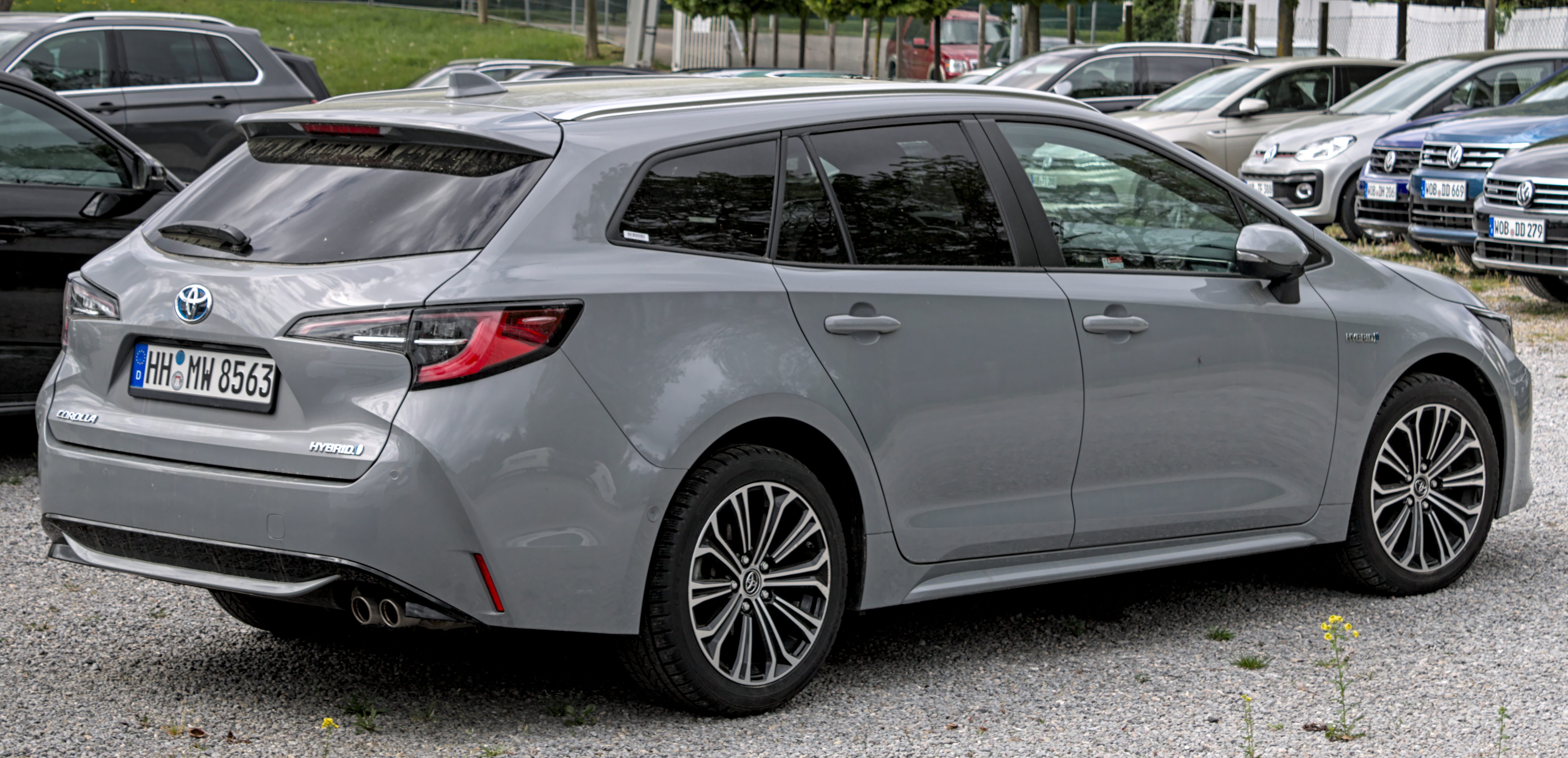
La Corolla Touring Sports europea

La produzione dei modelli hatchback cinque porte e station wagon è partita il 14 gennaio 2019 nello stabilimento Toyota Motor Manufacturing UK di Derbyshire in Inghilterra e le vendite sono iniziate nel Regno Unito nel febbraio 2019 e in tutta Europa nel marzo 2019.
Il modello berlina tre volumi viene fabbricato ad Adapazarı in Turchia anch'esso dai primi mesi del 2019 e venduto nei principali paesi europei (Italia esclusa) e nei paesi dell’Est Europa.
Nella primavera 2019, al Salone dell'automobile di Ginevra, sono stati presentati i modelli GR Sport e Trek. Il modello GR Sport si distingue esteticamente per un pacchetto sportivo realizzato dalla divisione Toyota Gazoo Racing che include nuove minigonne anteriore e posteriori, cerchi scuri e cuciture rosse per la plancia. La versione Trek, invece, presenta un design ispirato ai crossover SUV ed è disponibile solo per la carrozzeria familiare realizzata dalla Toyota in collaborazione con la Trek Bicycle, presenta un assetto rialzato di 20 mm, protezioni in plastica grezza lungo la carrozzeria e inserti in finto legno per gli interni.
È disponibile in due varianti ibride denominate Dynamic Force Hybrid con un motore meno potente 1,8 litri (90 CV che salgono a 122 CV con l’elettrico) abbinato a una batteria agli ioni di litio dalla tensione nominale di 207 V e una capacità pari a 0,75 kWh e uno più potente 2.0 (153 cavalli, con l’elettrico eroga 184 CV) con batteria al nichel-metallo idruro dalla tensione nominale di 216 V e una capacità di 1,4 kWh. Oltre alla varianti ibride è disponibile anche un motore turbo benzina da 1,2 litri privo del sistema ibrido. I motori diesel sono stati abbandonati.

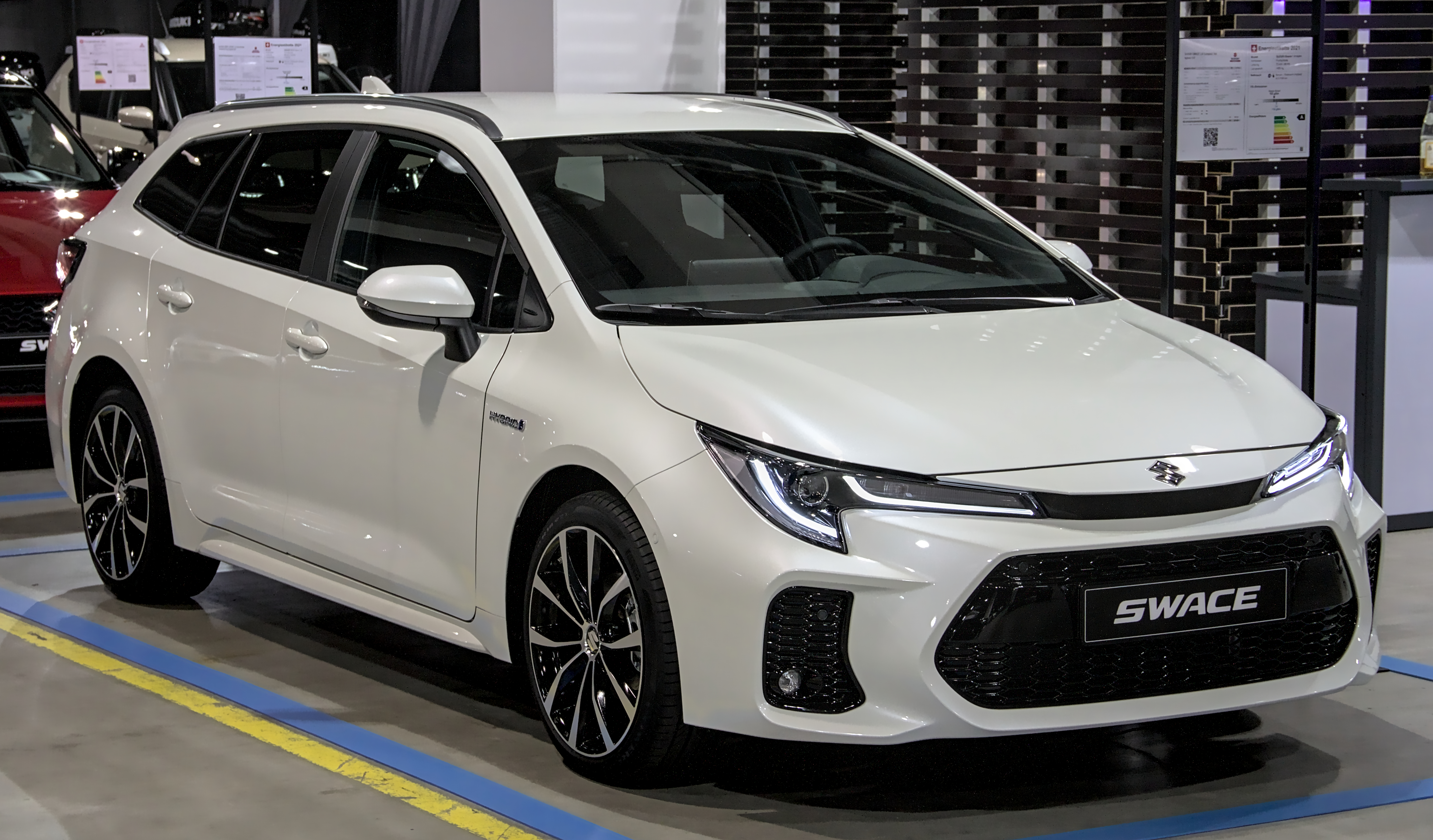
Suzuki Swace

Dalla fine del 2020 la Corolla station wagon viene venduta in Europa anche a marchio Suzuki nell’ambito di un accordo di badge engineering tra i due costruttori. La vettura viene ribattezzata Suzuki Swace e le uniche modifiche riguardano il logo Suzuki al posto di quello di Toyota. Anche la versione MY 2023 segue la stessa filosofia senza differenze tra i due modelli. La Swace è disponibile solo nella versione 1.8 Hybrid con cambio automatico.

## Versione giapponese
Il modello giapponese debutta nel giugno 2018 nella variante di carrozzeria hatchback cinque porte denominata Corolla Sport che viene fabbricata localmente presso lo stabilimento Toyota di Tsutsumi ed è identica al modello europeo ad eccezione per alcune rifiniture interne e per gli allestimenti che presentano una dotazione differente con modelli più economici. Il motore della Corolla hatchback è il 1.2 turbo a benzina con cambio manuale a 6 rapporti o automatico CVT a 10 rapporti disponibile con trazione anteriore o integrale, il top di gamma è il 1.8 Hybrid uguale al modello europeo ma disponibile sia a trazione anteriore che nella inedita versione a trazione integrale (versioni E-Four). Il 2.0 Hybrid non viene offerto. A differenza del mercato europeo i modelli giapponesi introducono il nuovo sistema di infotainment con pacchetto T-Connect Service connesso in rete che consente una trasmissione dei dati del veicolo su smartphone sia sullo stile di guida che sui guasti, connessione in caso di emergenza con operatore o officine e collegamento con l’assicurazione.
La versione sedan tre volumi debutta insieme alla wagon nel settembre 2019 e vanno a sostituire le precedenti Corolla Axio berlina e Corolla Fielder wagon. La berlina è più corta di 135 mm rispetto alla berlina globale a causa delle restrizioni in vigore in Giappone che penalizzano i modelli di grandi dimensioni. Il passo viene accorciato di 60 mm e l'altezza è ridotta di 35 mm. La station wagon è anch'essa leggermente più piccola rispetto al modello europeo con una lunghezza accorciata di 155 mm e un passo ridotto di 60 mm. La berlina e la wagon sono fabbricate nello stabilimento di Takaoka. La gamma motori è la medesima della hatchback con il 1.2 benzina a trazione anteriore o integrale e il 1.8 Hybrid a trazione anteriore o integrale.

## Versione americana
La versione di produzione nordamericana è stata presentata il 28 marzo 2018 al New York International Auto Show nella carrozzeria hatchback 5 porte (come Model Year 2019) per sostituire la precedente Corolla iM (versione americana della Auris). Le vendite partono immediatamente e i livelli di allestimento sono SE e XS, la gamma motori nordamericana della hatchback è composta dal motore Dynamic Force 2,0 litri M20A-FKS benzina aspirato con iniezione diretta D-4S e fasatura variabile da 172 CV accoppiato a cambio manuale 6 rapporti o CVT che simula 10 rapporti. Tutti i modello dispongono del sistema di infotainment Toyota Entune 3.0 e del pacchetto di dispositivi di sicurezza Toyota Safety Sense 2.0. 

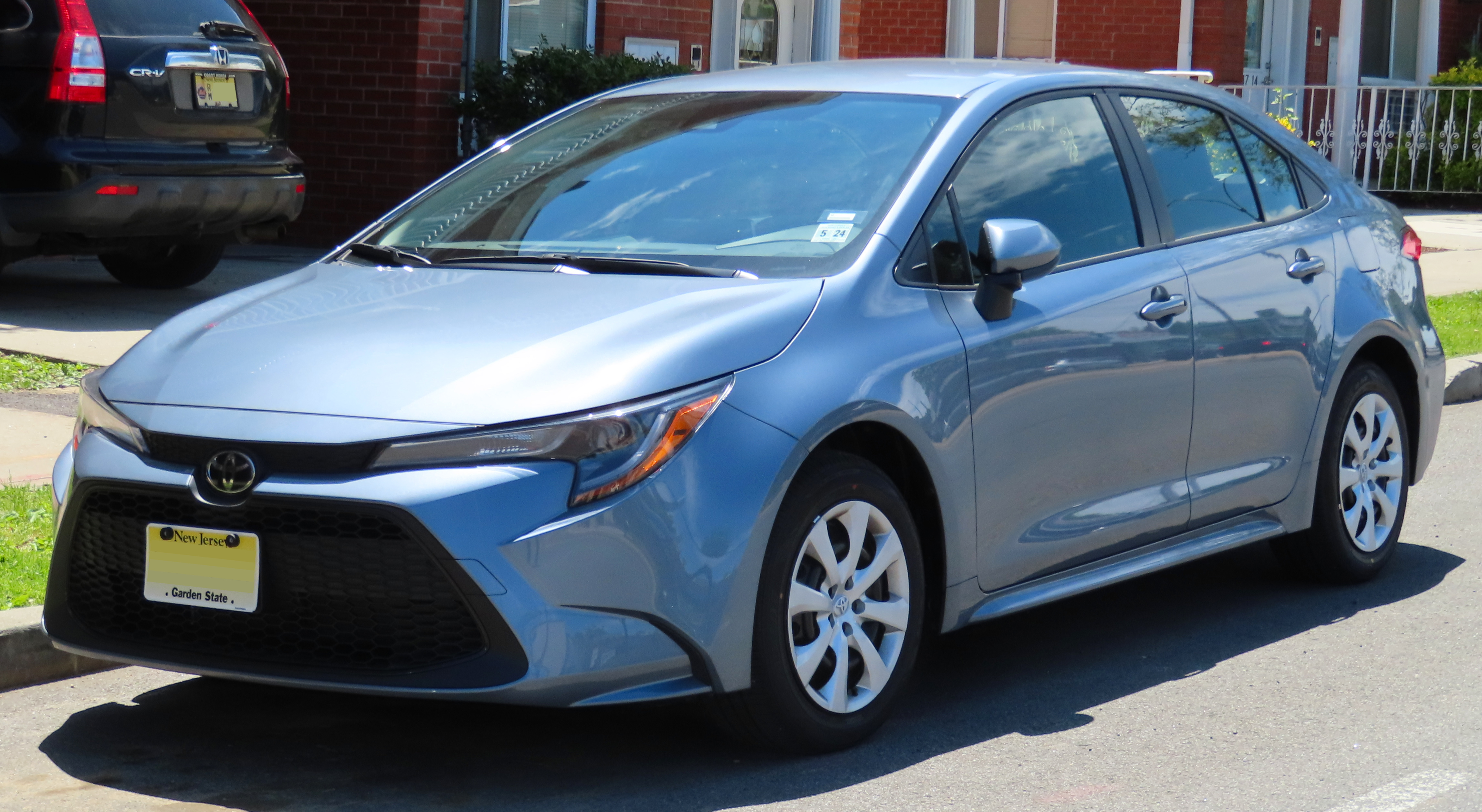
Corolla berlina versione americana

La versione berlina a quattro porte debutta negli Stati Uniti il 26 febbraio 2019 con una gamma di allestimenti più ricca composta dalle versioni L, LE e XLE equipaggiate con il motore da 1,8 litri aspirato 2ZR-FAE a iniezione elettronica da 141 CV, e i modelli top di gamma SE e XSE disponibili con motore da 2,0 litri D-4S aspirato. Le trasmissioni per il motore 1.8 sono un CVT con sei rapporti in modalità sequenziale, mentre il 2.0 è accoppiato al CVT (versioni SE e XSE) o ad un manuale a 6 rapporti (solo allestimento SE). La produzione della Corolla berlina americana parte nel marzo 2019 presso lo stabilimento di Blue Springs (Mississippi) dove la casa ha investito 170 milioni di dollari per rimodernarlo.
La Corolla Hybrid in America è basata sulla meccanica della 1.8 aspirata a benzina 2ZR-FXE con sistema Hybrid Synergy Drive System, la potenza massima del solo motore termico è di 122 CV e la coppia pari a 142 N⋅m. La carrozzeria è solo berlina tre volumi ed è disponibile solo con allestimento LE e con cambio CVT (per evitare concorrenza diretta con la Toyota Prius). La scelta di commercializzare per la prima volta la versione ibrida della Corolla negli Stati Uniti era dovuta a soddisfare gli standard CAFE in materia di riduzioni della media di emissioni sul totale venduto.
Sul mercato messicano viene venduta dal maggio 2019 nelle versioni Base, LE, SE e Hybrid.